# 施善教
施善教（1561年—？），字愛伯，号心寰，直隶寧國府南陵縣人，明朝政治人物。

## 生平
嘉靖辛酉二月初五日生。治诗经。萬曆十六年（1588年）戊子科第二十名舉人，二十三年（1595年）乙未科會試第二百六名，廷試二甲第四十一名进士，刑部觀政，八月授户部雲南司主事，二十六年晉员外郎，二十七年京察，降福宁州同知。曾奉命出使朝鲜。官至靖州守。

## 家族
曾祖施志，乡飲賓。祖施谅。父施銶。母汪氏，继母劉氏。慈侍下。弟五教（庠生）。娶陈氏，继娶謝氏。子所蕴、所养。